# Liste des membres de l'International Swimming Hall of Fame
Depuis 1965, l'International Swimming Hall of Fame honore des personnalités ayant servi la promotion de la natation à travers le monde. Chaque année, une promotion est introduite au musée sportif à l'occasion d'un festival organisé au siège de l'ISHOF situé à Fort Lauderdale en Floride (États-Unis) .

## Nageurs
| Nom                                     | Sexe               | Pays                | Catégorie                        | Année d'introduction |
| --------------------------------------- | ------------------ | ------------------- | -------------------------------- | -------------------- |
| Abouheif, Abdellatief                   | masculin           | Égypte              | Nage en eau libre                | 1998                 |
| Adlington, Rebecca                      | féminin            | Royaume-Uni         | Natation sportive                | 2018                 |
| Andersen, Greta                         | féminin            | Danemark            | Natation sportive                | 1969                 |
| Anke, Hannelore                         | féminin            | Allemagne de l'Est  | Natation sportive                | 1990                 |
| Aoki, Mayumi                            | féminin            | Japon               | Natation sportive                | 1989                 |
| Arai, Shigeo                            | masculin           | Japon               | Pionnier                         | 1997                 |
| Armstrong, Duncan                       | masculin           | Australie           | Natation sportive                | 1996                 |
| Asher, Jane                             | féminin            | Royaume-Uni         | Maître                           | 2006                 |
| Asmuth, Paul                            | masculin           | États-Unis          | Nage en eau libre                | 2010                 |
| Atwood, Susie                           | féminin            | États-Unis          | Natation sportive                | 1992                 |
| Babashoff, Shirley                      | féminin            | États-Unis          | Natation sportive                | 1982                 |
| Ball, Catie                             | féminin            | États-Unis          | Natation sportive                | 1976                 |
| Barany, Istvan                          | masculin           | Hongrie             | Natation sportive                | 1978                 |
| Barrowman, Mike                         | masculin           | États-Unis          | Natation sportive                | 1997                 |
| Bathe, Walter                           | masculin           | Allemagne           | Natation sportive                | 1970                 |
| Battersby, Thomas                       | masculin           | Royaume-Uni         | Pionnier                         | 2007                 |
| Bauer, Sybil                            | féminin            | États-Unis          | Natation sportive                | 1967                 |
| Baumann, Alex                           | masculin           | Canada              | Natation sportive                | 1992                 |
| Beard, Amanda                           | féminin            | États-Unis          | Natation sportive                | 2018                 |
| Bernard, Alain                          | masculin           | France              | Natation sportive                | 2017                 |
| Beaurepaire, Frank                      | masculin           | Australie           | Natation sportive                | 1967                 |
| Belote, Melissa                         | féminin            | États-Unis          | Natation sportive                | 1983                 |
| Bennett, Brooke                         | féminin            | États-Unis          | Natation sportive                | 2010                 |
| Berkoff, David                          | masculin           | États-Unis          | Natation sportive                | 2005                 |
| Berry, Kevin                            | masculin           | Australie           | Natation sportive                | 1980                 |
| Bieberstein, Arno                       | masculin           | Allemagne           | Pionnier                         | 1988                 |
| Biondi, Matt                            | masculin           | États-Unis          | Natation sportive                | 1997                 |
| Bjedov, Djurdjica                       | féminin            | Yougoslavie         | Natation sportive                | 1987                 |
| Bleibtrey, Ethelda                      | féminin            | États-Unis          | Natation sportive                | 1967                 |
| Blitz, Gérard                           | masculin           | Belgique            | Pionnier / Water-polo            | 1990                 |
| Boiteux, Jean                           | masculin           | France              | Natation sportive                | 1982                 |
| Borg, Arne                              | masculin           | Suède               | Natation sportive                | 1966                 |
| Borges, Gustavo                         | masculin           | Brésil              | Natation sportive                | 2012                 |
| Bottom, Joe                             | masculin           | États-Unis          | Natation sportive                | 2006                 |
| Boychenko, Simeon                       | masculin           | Russie              | Pionnier                         | 2016                 |
| Boyle, Charlotte                        | féminin            | États-Unis          | Pionnier                         | 1988                 |
| Brack, Walter                           | masculin           | Allemagne           | Pionnier                         | 1997                 |
| Braun, Marie                            | féminin            | Pays-Bas            | Natation sportive                | 1980                 |
| Breen, George                           | masculin           | États-Unis          | Natation sportive                | 1975                 |
| Brigitha, Enith                         | féminin            | Pays-Bas            | Natation sportive                | 2015                 |
| Bruner, Jayne Owen                      | féminin            | États-Unis          | Maître                           | 1998                 |
| Bruner, Mike                            | masculin           | États-Unis          | Natation sportive                | 1988                 |
| Bucha, Sandra                           | féminin            | États-Unis          | Natation sportive                | 2014                 |
| Burke, Lynn                             | féminin            | États-Unis          | Natation sportive                | 1978                 |
| Burton, Mike                            | masculin           | États-Unis          | Natation sportive                | 1977                 |
| Callen, Gloria                          | féminin            | États-Unis          | Natation sportive                | 1984                 |
| Calligaris, Novella                     | féminin            | Italie              | Natation sportive                | 1986                 |
| Campbell, Jeannette                     | féminin            | Argentine           | Natation sportive                | 1991                 |
| Cann, Tedford                           | masculin           | États-Unis          | Natation sportive                | 1967                 |
| Caretto, Patty                          | féminin            | États-Unis          | Natation sportive                | 1987                 |
| Carey, Rick                             | masculin           | États-Unis          | Natation sportive                | 1993                 |
| Caron, Christine                        | féminin            | France              | Natation sportive                | 1998                 |
| Carr, Catherine                         | féminin            | États-Unis          | Natation sportive                | 1988                 |
| Caulkins, Tracy                         | féminin            | États-Unis          | Natation sportive                | 1990                 |
| Chadwick, Florence                      | féminin            | États-Unis          | Natation sportive                | 1970                 |
| Charlton, Andrew                        | masculin           | Australie           | Natation sportive                | 1972                 |
| Chi, Lieh Yung                          | masculin           | Chine               | Pionnier                         | 2013                 |
| Clark, Stephen                          | masculin           | États-Unis          | Natation sportive                | 1972                 |
| Cleveland, Richard                      | masculin           | États-Unis          | Natation sportive                | 1991                 |
| Cohen, Tiffany                          | féminin            | États-Unis          | Natation sportive                | 1996                 |
| Cone, Carin                             | féminin            | États-Unis          | Natation sportive                | 1984                 |
| Cooper, Brad                            | masculin           | Australie           | Natation sportive                | 1994                 |
| Cooper, Joyce                           | féminin            | Royaume-Uni         | Pionnière                        | 1996                 |
| Cox, Lynne                              | féminin            | États-Unis          | Nage en eau libre                | 2000                 |
| Crabbe, Buster                          | masculin           | États-Unis          | Natation sportive                | 1965                 |
| Crapp, Lorraine                         | féminin            | Australie           | Natation sportive                | 1972                 |
| Crocker, Ian                            | masculin           | États-Unis          | Natation sportive                | 2017                 |
| Csik, Ferenc                            | masculin           | Hongrie             | Natation sportive                | 1983                 |
| Curtis, Ann                             | féminin            | États-Unis          | Natation sportive                | 1966                 |
| Daniel, Ellie                           | féminin            | États-Unis          | Natation sportive                | 1997                 |
| Daniels, Charles                        | masculin           | États-Unis          | Natation sportive                | 1965                 |
| Darnyi, Tamás                           | masculin           | Hongrie             | Natation sportive                | 2000                 |
| Davies, John                            | masculin           | Australie           | Natation sportive                | 1984                 |
| Davis, Victor                           | masculin           | Canada              | Natation sportive                | 1994                 |
| Dean, Penny                             | féminin            | États-Unis          | Nage en eau libre                | 1996                 |
| de Bruijn, Inge                         | féminin            | Pays-Bas            | Natation sportive                | 2009                 |
| Deburghgraeve, Fred                     | masculin           | Belgique            | Natation sportive                | 2008                 |
| DeMont, Rick                            | masculin           | États-Unis          | Natation sportive                | 1990                 |
| Dennis, Clare                           | féminin            | Australie           | Natation sportive                | 1982                 |
| den Ouden, Willy                        | féminin            | Pays-Bas            | Natation sportive                | 1970                 |
| Derbyshire, John                        | masculin           | Royaume-Uni         | Pionnier, water-polo, entraîneur | 2005                 |
| de Varona, Donna                        | féminin            | États-Unis          | Natation sportive                | 1969                 |
| Devitt, John                            | masculin           | Australie           | Natation sportive                | 1979                 |
| Dolan, Tom                              | masculin           | États-Unis          | Natation sportive                | 2006                 |
| Dorfner, Olga                           | féminin            | États-Unis          | Natation sportive                | 1970                 |
| Drysdale, Taylor                        | masculin           | États-Unis          | Pionnier                         | 1994                 |
| Duenkel, Ginny                          | féminin            | États-Unis          | Natation sportive                | 1985                 |
| Dunbar, Barbara                         | féminin            | États-Unis          | Maître                           | 2000                 |
| Durack, Fanny                           | féminin            | Australie           | Natation sportive                | 1967                 |
| Ederle, Gertrude                        | féminin            | États-Unis          | Natation sportive                | 1965                 |
| Edgar, David                            | masculin           | États-Unis          | Natation sportive                | 1996                 |
| Egerszegi, Krisztina                    | féminin            | Hongrie             | Natation sportive                | 2001                 |
| Ellis, Kathleen                         | féminin            | États-Unis          | Natation sportive                | 1991                 |
| Ender, Kornelia                         | féminin            | Allemagne de l'Est  | Natation sportive                | 1981                 |
| Erikson, Jon                            | masculin           | États-Unis          | Natation sportive                | 2014                 |
| Evans, Janet                            | féminin            | États-Unis          | Natation sportive                | 2001                 |
| Faricy, John                            | masculin           | États-Unis          | Pionnier                         | 1990                 |
| Farrell, Jeff                           | masculin           | États-Unis          | Natation sportive                | 1968                 |
| Fassnacht, Hans                         | masculin           | Allemagne           | Natation sportive                | 1992                 |
| Fauntz, Jane                            | féminin            | États-Unis          | Pionnière / Plongeon             | 1991                 |
| Ferguson, Cathy                         | féminin            | États-Unis          | Natation sportive                | 1978                 |
| Fick, Peter                             | masculin           | États-Unis          | Natation sportive                | 1978                 |
| Finneran, Sharon                        | féminin            | États-Unis          | Natation sportive                | 1985                 |
| Fioravanti, Domenico                    | masculin           | Italie              | Natation sportive                | 2012                 |
| Flanagan, Ralph                         | masculin           | États-Unis          | Natation sportive                | 1978                 |
| Fletcher, Jennie                        | féminin            | Royaume-Uni         | Natation sportive                | 1971                 |
| Ford, Alan                              | masculin           | États-Unis          | Natation sportive                | 1966                 |
| Ford, Michelle                          | féminin            | Australie           | Natation sportive                | 1994                 |
| Fraser, Dawn                            | féminin            | Australie           | Natation sportive                | 1965                 |
| Furniss, Bruce                          | masculin           | États-Unis          | Natation sportive                | 1987                 |
| Furuhashi, Hironoshin                   | masculin           | Japon               | Natation sportive                | 1967                 |
| Furukawa, Masaru                        | masculin           | Japon               | Natation sportive                | 1981                 |
| Gaines, Rowdy                           | masculin           | États-Unis          | Natation sportive                | 1995                 |
| Galligan, Claire                        | féminin            | États-Unis          | Natation sportive                | 1970                 |
| Garatti-Saville, Eleanor                | féminin            | États-Unis          | Pionnière                        | 1992                 |
| Garton, Tim                             | masculin           | États-Unis          | Maître                           | 1997                 |
| Gathercole, Terry                       | masculin           | Australie           | Natation sportive                | 1985                 |
| Glancy, Harrison                        | masculin           | États-Unis          | Pionnier                         | 1990                 |
| Gleitze, Mercedes                       | féminin            | Royaume-Uni         | Pionnier                         | 2014                 |
| Goodell, Brian                          | masculin           | États-Unis          | Natation sportive                | 1986                 |
| Goodwin, Budd                           | masculin           | États-Unis          | Natation sportive                | 1971                 |
| Gould, Shane                            | féminin            | Australie           | Natation sportive                | 1977                 |
| Graef, Jed                              | masculin           | États-Unis          | Natation sportive                | 1988                 |
| Grinham, Judy                           | féminin            | Royaume-Uni         | Natation sportive                | 1981                 |
| Groß, Michael                           | masculin           | Allemagne           | Natation sportive                | 1995                 |
| Guest, Irene                            | féminin            | États-Unis          | Pionnière                        | 1990                 |
| Gyarmati, Andrea                        | féminin            | Hongrie             | Natation sportive                | 1995                 |
| Gyenge, Valéria                         | féminin            | Hongrie             | Natation sportive                | 1978                 |
| Hackett, Grant                          | masculin           | Australie           | Natation sportive                | 2014                 |
| Hajós, Alfréd                           | masculin           | Hongrie             | Natation sportive                | 1966                 |
| Hall Jr., Gary                          | masculin           | États-Unis          | Natation sportive                | 2013                 |
| Hall Sr., Gary                          | masculin           | États-Unis          | Natation sportive                | 1981                 |
| Hall, Kaye                              | féminin            | États-Unis          | Natation sportive                | 1979                 |
| Halmay, Zoltán                          | masculin           | Hongrie             | Natation sportive                | 1968                 |
| Hamuro, Tetsuo                          | masculin           | Japon               | Natation sportive                | 1990                 |
| Happe, Ursula                           | féminin            | Allemagne           | Natation sportive                | 1997                 |
| Harding, Phyllis                        | féminin            | Royaume-Uni         | Natation sportive                | 1995                 |
| Harrison, Joan                          | féminin            | Afrique du Sud      | Natation sportive                | 1982                 |
| Harup, Karen                            | féminin            | Danemark            | Natation sportive                | 1975                 |
| Hase, Dagmar                            | féminin            | Allemagne           | Natation sportive                | 2013                 |
| Hashizume, Shiro                        | masculin           | Japon               | Natation sportive                | 1992                 |
| Hatfield, Jack                          | masculin           | Royaume-Uni         | Natation sportive / Water-polo   | 1984                 |
| Healy, Cecil                            | féminin            | Australie           | Natation sportive                | 1981                 |
| Hebner, Harry                           | masculin           | États-Unis          | Natation sportive                | 1968                 |
| Heidenreich, Jerry                      | masculin           | États-Unis          | Natation sportive                | 1992                 |
| Hencken, John                           | masculin           | États-Unis          | Natation sportive                | 1988                 |
| Henne, Jan                              | masculin           | États-Unis          | Natation sportive                | 1979                 |
| Henning, Thor                           | masculin           | Suède               | Pionnier                         | 1992                 |
| Henricks, Jon                           | masculin           | Australie           | Natation sportive                | 1973                 |
| Henry, Jodie                            | féminin            | Australie           | Natation sportive                | 2015                 |
| Heyns, Penny                            | féminin            | Afrique du Sud      | Natation sportive                | 2007                 |
| Hickcox, Charles                        | masculin           | États-Unis          | Natation sportive                | 1976                 |
| Higgins, Herbert                        | masculin           | États-Unis          | Natation sportive                | 1971                 |
| Hirose, Takashi                         | masculin           | États-Unis          | Pionnier                         | 2017                 |
| Hodgson, George                         | masculin           | Canada              | Natation sportive                | 1968                 |
| Hogshead, Nancy                         | féminin            | États-Unis          | Natation sportive                | 1994                 |
| Holiday, Harry                          | masculin           | États-Unis          | Natation sportive                | 1991                 |
| Holland, Stephen                        | masculin           | Australie           | Natation sportive                | 1989                 |
| Holm, Eleanor                           | féminin            | États-Unis          | Natation sportive                | 1966                 |
| Holman, Frederick                       | masculin           | Royaume-Uni         | Pionnier                         | 1988                 |
| Hoppenberg, Ernst                       | masculin           | Allemagne           | Pionnier                         | 1988                 |
| Hough, Richard                          | masculin           | États-Unis          | Natation sportive                | 1970                 |
| Hutton, Ralph                           | masculin           | Canada              | Natation sportive                | 1984                 |
| Hveger, Ragnhild                        | féminin            | Danemark            | Natation sportive                | 1966                 |
| Iglesias, Horatio                       | masculin           | Argentine           | Nage en eau libre                | 2003                 |
| Ilchenko, Larisa                        | féminin            | Russie              | Natation sportive                | 2016                 |
| Jager, Tom                              | masculin           | États-Unis          | Natation sportive                | 2001                 |
| James, Hilda                            | féminin            | Royaume-Uni         | Pionnier                         | 2016                 |
| Jany, Alex                              | masculin           | France              | Natation sportive                | 1977                 |
| Jarvis, John Arthur                     | masculin           | Royaume-Uni         | Natation sportive                | 1968                 |
| Jastremski, Chet                        | masculin           | États-Unis          | Natation sportive                | 1977                 |
| Jędrzejczak, Otylia                     | féminin            | Pologne             | Natation sportive                | 2019                 |
| Johnston, Graham                        | masculin           | États-Unis          | Maître                           | 1998                 |
| Jones, Leisel                           | féminin            | Australie           | Natation sportive                | 2017                 |
| Kačiušytė, Lina                         | féminin            | Union soviétique    | Natation sportive                | 1998                 |
| Kahanamoku, Duke                        | masculin           | États-Unis          | Natation sportive                | 1965                 |
| Kealoha, Warren                         | masculin           | États-Unis          | Natation sportive                | 1968                 |
| Kiefer, Adolph                          | masculin           | États-Unis          | Natation sportive                | 1965                 |
| Kieran, Barney                          | masculin           | Australie           | Natation sportive                | 1969                 |
| Kight, Lenore                           | féminin            | États-Unis          | Natation sportive                | 1981                 |
| Kinsella, John                          | masculin           | États-Unis          | Natation sportive                | 1986                 |
| Kint, Cor                               | féminin            | Pays-Bas            | Natation sportive                | 1971                 |
| Kitamura, Kusuo                         | masculin           | Japon               | Natation sportive                | 1965                 |
| Kiyokawa, Masaji                        | masculin           | Japon               | Natation sportive                | 1978                 |
| Klochkova, Yana                         | féminin            | Ukraine             | Natation sportive                | 2013                 |
| Koike, Reizo                            | masculin           | Japon               | Pionnier                         | 1996                 |
| Kojac, George                           | masculin           | États-Unis          | Natation sportive                | 1968                 |
| Kok, Ada                                | féminin            | Pays-Bas            | Natation sportive                | 1976                 |
| Kok, Mary                               | féminin            | Pays-Bas            | Natation sportive                | 1980                 |
| Kolb, Claudia                           | féminin            | États-Unis          | Natation sportive                | 1975                 |
| Konno, Ford                             | masculin           | États-Unis          | Natation sportive                | 1972                 |
| Konrads, John Konrads, Ilsa             | masculin · féminin | Australie           | Natation sportive                | 1971                 |
| Kother, Rosemarie                       | féminin            | Allemagne de l'Est  | Natation sportive                | 1986                 |
| Kovacs, Agnes                           | féminin            | Hongrie             | Natation sportive                | 2014                 |
| Krause, Barbara                         | féminin            | Allemagne de l'Est  | Natation sportive                | 1988                 |
| Krayzelburg, Lenny                      | masculin           | États-Unis          | Natation sportive                | 2011                 |
| Kruger, Stubby                          | masculin           | États-Unis          | Pionnier / Plongeon              | 1986                 |
| Lackie, Ethel                           | féminin            | États-Unis          | Natation sportive                | 1969                 |
| Lamberti, Giorgio                       | masculin           | Italie              | Natation sportive                | 2004                 |
| Lane, Frederick                         | masculin           | Australie           | Natation sportive                | 1969                 |
| Langer, Ludy                            | masculin           | États-Unis          | Pionnier                         | 1988                 |
| Langner, Gus                            | masculin           | États-Unis          | Maître                           | 1995                 |
| Larson, Lance                           | masculin           | États-Unis          | Natation sportive                | 1980                 |
| Larsson, Gunnar                         | masculin           | Suède               | Natation sportive                | 1979                 |
| Laufer, Walter                          | masculin           | États-Unis          | Natation sportive                | 1973                 |
| Lemmon, Kelley                          | féminin            | États-Unis          | Maître                           | 1999                 |
| LeMoyne, Harry                          | masculin           | États-Unis          | Pionnier                         | 1988                 |
| Lenk, Maria                             | féminin            | Brésil              | Natation sportive                | 1988                 |
| Lezak, Jason                            | masculin           | États-Unis          | Natation sportive                | 2019                 |
| Linehan, Kim                            | féminin            | États-Unis          | Natation sportive                | 1997                 |
| Loader, Danyon                          | masculin           | Nouvelle-Zélande    | Natation sportive                | 2003                 |
| Lonsbrough, Anita                       | féminin            | Royaume-Uni         | Natation sportive                | 1983                 |
| López-Zubero, Martín                    | masculin           | Espagne             | Natation sportive                | 2004                 |
| Lord Landon, Alice                      | féminin            | États-Unis          | Pionnier / Contributeur          | 1993                 |
| Lumsdon, Cliff                          | masculin           | Canada              | Nage en eau libre                | 2013                 |
| Lundquist, Steve                        | masculin           | États-Unis          | Natation sportive                | 1990                 |
| McDermott, Turk                         | masculin           | États-Unis          | Natation sportive                | 1969                 |
| McGillivray, Perry                      | masculin           | États-Unis          | Natation sportive                | 1981                 |
| McKee, Tim                              | masculin           | États-Unis          | Natation sportive                | 1998                 |
| McKenzie, Don                           | masculin           | États-Unis          | Natation sportive                | 1989                 |
| McKim, Josephine                        | féminin            | États-Unis          | Pionnière                        | 1991                 |
| McKinney, Frank                         | masculin           | États-Unis          | Natation sportive                | 1975                 |
| McLane, James                           | masculin           | États-Unis          | Natation sportive                | 1970                 |
| MacDonald, Marcella                     | féminin            | États-Unis          | Natation en eau libre            | 2019                 |
| Madison, Helene                         | féminin            | États-Unis          | Natation sportive                | 1966                 |
| Maehata, Hideko                         | masculin           | Japon               | Natation sportive                | 1979                 |
| Makino, Shozo                           | masculin           | Japon               | Natation sportive                | 1991                 |
| Malchow, Tom                            | masculin           | États-Unis          | Natation sportive                | 2014                 |
| Malmrot, Hakan                          | masculin           | Suède               | Natation sportive                | 1980                 |
| Manaudou, Laure                         | féminin            | France              | Natation sportive                | 2017                 |
| Mann, Shelley                           | féminin            | États-Unis          | Natation sportive                | 1966                 |
| Mann, Thompson                          | masculin           | États-Unis          | Natation sportive                | 1984                 |
| Marshall, John                          | masculin           | Australie           | Natation sportive                | 1973                 |
| Mastenbroek, Rie                        | féminin            | Pays-Bas            | Natation sportive                | 1968                 |
| Matthes, Roland                         | masculin           | Allemagne de l'Est  | Natation sportive                | 1981                 |
| Meagher, Mary T.                        | féminin            | États-Unis          | Natation sportive                | 1993                 |
| Medica, Jack                            | masculin           | États-Unis          | Natation sportive                | 1966                 |
| Merlino, Maxine                         | féminin            | États-Unis          | Maître                           | 1999                 |
| Meshkov, Leonid                         | masculin           | Russie              | Pionnier                         | 2016                 |
| Metschuck, Caren                        | féminin            | Allemagne de l'Est  | Natation sportive                | 1990                 |
| Meyer, Debbie                           | féminin            | États-Unis          | Natation sportive                | 1977                 |
| Mitchell, Betsy                         | féminin            | États-Unis          | Natation sportive                | 1998                 |
| Miyazaki, Yasuji                        | masculin           | Japon               | Natation sportive                | 1981                 |
| Mocanu, Diana                           | féminin            | Roumanie            | Natation sportive                | 2015                 |
| Moe, Karen                              | féminin            | États-Unis          | Natation sportive                | 1992                 |
| Montgomery, Jim                         | masculin           | États-Unis          | Natation sportive                | 1986                 |
| Moore, Belle                            | féminin            | Royaume-Uni         | Pionnière                        | 1989                 |
| Moorhouse, Adrian                       | masculin           | Royaume-Uni         | Natation sportive                | 1999                 |
| Morales, Pablo                          | masculin           | États-Unis          | Natation sportive                | 1998                 |
| Morris, Pamela                          | féminin            | États-Unis          | Natation synchronisée            | 1965                 |
| Morton, Lucy                            | féminin            | Royaume-Uni         | Pionnière                        | 1988                 |
| Mu, Chengkuan                           | masculin           | Chine               | Pionnier                         | 2013                 |
| Mu, Xiangxiong                          | masculin           | Chine               | Pionnier                         | 2013                 |
| Mueller, Ardeth                         | féminin            | États-Unis          | Maître                           | 1996                 |
| Muffat, Camille                         | féminin            | France              | Natation sportive                | 2016                 |
| Muir, Karen                             | féminin            | Afrique du Sud      | Natation sportive                | 1980                 |
| Mulliken, Bill                          | masculin           | États-Unis          | Natation sportive                | 1984                 |
| Murphy, Kevin                           | masculin           | Royaume-Uni         | Nage en eau libre                | 2009                 |
| Muñoz, Felipe                           | masculin           | Mexique             | Natation sportive                | 1991                 |
| Naber, John                             | masculin           | États-Unis          | Natation sportive                | 1982                 |
| Nakache, Alfred                         | masculin           | France              | Natation sportive                | 2019                 |
| Nagasawa, Jiro                          | masculin           | Japon               | Natation sportive                | 1993                 |
| Nakama, Keo                             | masculin           | États-Unis          | Natation sportive                | 1975                 |
| Nall, Anita                             | féminin            | États-Unis          | Natation sportive                | 2008                 |
| Neall, Gail                             | féminin            | Australie           | Natation sportive                | 1996                 |
| Neilson, Sandra                         | féminin            | États-Unis          | Natation sportive                | 1986                 |
| Nesty, Anthony                          | masculin           | Suriname            | Natation sportive                | 1998                 |
| Neumann, Paul                           | masculin           | Autriche            | Pionnier                         | 1986                 |
| Nicholas, Cindy                         | féminin            | Canada              | Nage en eau libre                | 2005                 |
| Norelius, Martha                        | masculin           | États-Unis          | Natation sportive                | 1967                 |
| Novák, Éva Novák, Ilona                 | féminin · féminin  | Hongrie             | Natation sportive                | 1973                 |
| O'Brien, Ian                            | masculin           | Australie           | Natation sportive                | 1985                 |
| O'Neill, Susan                          | féminin            | Australie           | Natation sportive                | 2006                 |
| Osaki, Yoshiko                          | masculin           | Japon               | Maître                           | 2005                 |
| Osipowich, Albina                       | féminin            | États-Unis          | Pionnière                        | 1986                 |
| Ottenbrite, Anne                        | féminin            | Canada              | Natation sportive                | 1999                 |
| Otto, Kristin                           | féminin            | Allemagne de l'Est  | Natation sportive                | 1993                 |
| Oyakawa, Yoshi                          | masculin           | États-Unis          | Natation sportive                | 1973                 |
| Pankratov, Denis                        | masculin           | Russie              | Natation sportive                | 2004                 |
| Pedersen, Sue                           | féminin            | États-Unis          | Natation sportive                | 1995                 |
| Peirsol, Aaron                          | masculin           | États-Unis          | Natation sportive                | 2016                 |
| Perkins, Kieren                         | masculin           | Australie           | Natation sportive                | 2006                 |
| Pipes, Karlyn                           | féminin            | États-Unis          | Natation sportive                | 2015                 |
| Plit, Claudio                           | masculin           | Argentine           | Pionnier                         | 2014                 |
| Poenisch, Walter                        | masculin           | États-Unis          | Nage en eau libre, pionnier      | 2017                 |
| Polyansky, Igor                         | masculin           | Union soviétique    | Natation sportive                | 2002                 |
| Pollack, Andrea                         | féminin            | Allemagne de l'Est  | Natation sportive                | 1987                 |
| Popov, Aleksandr                        | masculin           | Russie              | Natation sportive                | 2009                 |
| Prozumenschikova, Galina                | féminin            | Union soviétique    | Natation sportive                | 1977                 |
| Rademacher, Erich                       | masculin           | Allemagne           | Natation sportive / Water-polo   | 1972                 |
| Rausch, Emil                            | masculin           | Allemagne           | Natation sportive                | 1968                 |
| Rawlinson, Austin                       | masculin           | Royaume-Uni         | Pionnier                         | 1994                 |
| Rawls, Katherine                        | féminin            | États-Unis          | Natation sportive / Plongeon     | 1965                 |
| Read, Michael                           | masculin           | Royaume-Uni         | Nage en eau libre / Contributeur | 2011                 |
| Reinisch, Rica                          | féminin            | Allemagne de l'Est  | Natation sportive                | 1989                 |
| Renford, Desmond                        | masculin           | Australie           | Nage en eau libre                | 2016                 |
| Rice, Stephanie                         | féminin            | Australie           | Natation sportive                | 2019                 |
| Richter, Ulrike                         | féminin            | Allemagne de l'Est  | Natation sportive                | 1983                 |
| Riggin Soule, Aileen                    | féminin            | États-Unis          | Natation sportive / Plongeon     | 1967                 |
| Ris, Walter                             | masculin           | États-Unis          | Natation sportive                | 1966                 |
| Robie, Carl                             | masculin           | États-Unis          | Natation sportive                | 1976                 |
| Roper, Gail                             | féminin            | États-Unis          | Maître                           | 1997                 |
| Rose, Murray                            | masculin           | Australie           | Natation sportive                | 1965                 |
| Ross, Clarence                          | masculin           | États-Unis          | Pionnier                         | 1988                 |
| Ross, Norman                            | masculin           | États-Unis          | Natation sportive                | 1967                 |
| Rózsa, Norbert                          | masculin           | Hongrie             | Natation sportive                | 2005                 |
| Roth, Dick                              | masculin           | États-Unis          | Natation sportive                | 1987                 |
| Rothhammer, Keena                       | féminin            | États-Unis          | Natation sportive                | 1991                 |
| Rouse, Jeff                             | masculin           | États-Unis          | Natation sportive                | 2001                 |
| Russell, Douglas                        | masculin           | États-Unis          | Natation sportive                | 1985                 |
| Ruuska, Sylvia                          | féminin            | États-Unis          | Natation sportive                | 1976                 |
| Saari, Roy                              | masculin           | États-Unis          | Natation sportive                | 1976                 |
| Sadovyi, Evgeni                         | masculin           | Hongrie             | Natation sportive                | 1999                 |
| Salnikov, Vladimir                      | masculin           | Union soviétique    | Natation sportive                | 1993                 |
| Sanders, Summer                         | féminin            | États-Unis          | Natation sportive                | 2002                 |
| Schaeffer, E. Carroll                   | masculin           | États-Unis          | Natation sportive                | 1968                 |
| Scheff, Otto                            | masculin           | Autriche            | Pionnier                         | 1988                 |
| Schneider, Petra                        | féminin            | Allemagne           | Natation sportive                | 1989                 |
| Scholes, Clarke                         | masculin           | États-Unis          | Natation sportive                | 1980                 |
| Schollander, Don                        | masculin           | États-Unis          | Natation sportive                | 1965                 |
| Schrader, Hilde                         | féminin            | Allemagne           | Pionnier                         | 1994                 |
| Schuler, Carolyn                        | féminin            | États-Unis          | Natation sportive                | 1989                 |
| Senff, Nida                             | féminin            | Pays-Bas            | Natation sportive                | 1983                 |
| Shaw, Tim                               | masculin           | États-Unis          | Natation sportive / Water-polo   | 1989                 |
| Sietas, Erwin                           | masculin           | Allemagne           | Pionnier                         | 1992                 |
| Skelton, Robert                         | masculin           | États-Unis          | Pionnier                         | 1988                 |
| Skinner, Jonty                          | masculin           | Afrique du Sud      | Natation sportive                | 1985                 |
| Smith, William                          | masculin           | États-Unis          | Natation sportive                | 1966                 |
| Frères Spence Walter, Spence et Wallace | masculin           | Guyane britannique  | Natation sportive                | 1967                 |
| Spitz, Mark                             | masculin           | États-Unis          | Natation sportive                | 1977                 |
| Stack, Allen                            | féminin            | États-Unis          | Natation sportive                | 1979                 |
| Steinseifer, Carrie                     | féminin            | États-Unis          | Natation sportive                | 1999                 |
| Sterkel, Jill                           | féminin            | États-Unis          | Natation sportive                | 2002                 |
| Stewart, Melvin                         | masculin           | États-Unis          | Natation sportive                | 2002                 |
| Stickles, Ted                           | masculin           | États-Unis          | Natation sportive                | 1995                 |
| Stock, Tom                              | masculin           | États-Unis          | Natation sportive                | 1989                 |
| Stouder, Sharon                         | féminin            | États-Unis          | Natation sportive                | 1972                 |
| Stoychev, Petar                         | masculin           | Bulgarie            | Nage en eau libre                | 2018                 |
| Steffen, Britta                         | féminin            | Allemagne           | Natation sportive                | 2019                 |
| Streeter, Alison                        | féminin            | Royaume-Uni         | Nage en eau libre                | 2006                 |
| Szabó, József                           | masculin           | Hongrie             | Natation sportive                | 2012                 |
| Székely, Éva                            | féminin            | Hongrie             | Natation sportive                | 1976                 |
| Szőke, Katalin                          | féminin            | Hongrie             | Natation sportive                | 1985                 |
| Taft, Ray                               | masculin           | États-Unis          | Maître                           | 1996                 |
| Taguchi, Nobutaka                       | masculin           | Japon               | Natation sportive                | 1987                 |
| Takaishi, Katsuo                        | masculin           | Japon               | Pionnier                         | 1991                 |
| Tanaka, Satoko                          | féminin            | Japon               | Natation sportive                | 1991                 |
| Tanner, Elaine                          | féminin            | Canada              | Natation sportive                | 1980                 |
| Taris, Jean                             | masculin           | France              | Natation sportive                | 1984                 |
| Tauber, Ulrika                          | féminin            | Allemagne de l'Est  | Natation sportive                | 1988                 |
| Taylor, Henry                           | masculin           | Royaume-Uni         | Natation sportive                | 1969                 |
| Taylor-Smith, Shelley                   | féminin            | Australie           | Natation sportive                | 2008                 |
| Terada, Noboru                          | masculin           | Japon               | Pionnier                         | 1994                 |
| Tewksbury, Mark                         | masculin           | Canada              | Natation sportive                | 2000                 |
| Theile, David                           | masculin           | Australie           | Natation sportive                | 1968                 |
| Thomas, Petria                          | féminin            | Australie           | Natation sportive                | 2010                 |
| Thompson, Jenny                         | féminin            | États-Unis          | Natation sportive                | 2009                 |
| Thorpe, Ian                             | masculin           | Australie           | Natation sportive                | 2011                 |
| Thümer, Petra                           | féminin            | Allemagne de l'Est  | Natation sportive                | 1987                 |
| Torres, Dara                            | féminin            | États-Unis          | Natation sportive                | 2016                 |
| Trickett, Libby                         | féminin            | Australie           | Natation sportive                | 2018                 |
| Troy, Mike                              | masculin           | États-Unis          | Natation sportive                | 1971                 |
| Tsuruta, Yoshiyuki                      | masculin           | Japon               | Natation sportive                | 1968                 |
| Val, Laura                              | féminin            | États-Unis          | Maître                           | 2003                 |
| Vallerey Jr., Georges                   | masculin           | France              | Natation sportive, pionnier      | 2017                 |
| van Berkel-de Nijs, Judith              | féminin            | Pays-Bas            | Nage en eau libre                | 2014                 |
| van der Laan, Irene                     | féminin            | Pays-Bas            | Natation en eau libre            | 2015                 |
| van der Weijden, Maarten                | masculin           | Pays-Bas            | Natation sportive                | 2017                 |
| Van Dyken, Amy                          | féminin            | États-Unis          | Natation sportive                | 2007                 |
| van Feggelen, Iet                       | féminin            | Pays-Bas            | Pionnière                        | 2009                 |
| van den Hoogenband, Pieter              | masculin           | Pays-Bas            | Natation sportive                | 2013                 |
| van Vliet, Nel                          | féminin            | Pays-Bas            | Natation sportive                | 1973                 |
| Vande Weghe, Albert                     | masculin           | États-Unis          | Natation sportive                | 1990                 |
| Vassallo, Jesse                         | féminin            | États-Unis          | Natation sportive                | 1997                 |
| Verdeur, Joe                            | masculin           | États-Unis          | Natation sportive                | 1966                 |
| Vogel, Matt                             | masculin           | États-Unis          | Natation sportive                | 1996                 |
| Vollmer, Herbert                        | masculin           | États-Unis          | Pionnier                         | 1990                 |
| von Saltza, Chris                       | masculin           | États-Unis          | Natation sportive                | 1966                 |
| Wahle, Otto                             | masculin           | Autriche États-Unis | Pionnier                         | 1996                 |
| Wainwright, Helen                       | féminin            | États-Unis          | Natation sportive / Plongeon     | 1972                 |
| Walker, Clara Lamore                    | féminin            | États-Unis          | Maître                           | 1995                 |
| Wallis, C. W.                           | masculin           | Australie           | Pionnier                         | 1986                 |
| Watson, Lillian                         | féminin            | États-Unis          | Natation sportive                | 1984                 |
| Wayte, Mary                             | féminin            | États-Unis          | Natation sportive                | 2000                 |
| Webb, Matthew                           | masculin           | Royaume-Uni         | Natation sportive                | 1965                 |
| Wehselau, Mariechen                     | féminin            | États-Unis          | Pionnière                        | 1989                 |
| Weissmuller, Johnny                     | masculin           | États-Unis          | Natation sportive                | 1965                 |
| Wenden, Michael                         | masculin           | Australie           | Natation sportive                | 1979                 |
| Whitfield, Beverley                     | féminin            | Australie           | Natation sportive                | 1995                 |
| Wichman, Sharon                         | féminin            | États-Unis          | Natation sportive                | 1991                 |
| Wickham, Tracey                         | féminin            | Australie           | Natation sportive                | 1992                 |
| Wiggins, Albert                         | masculin           | États-Unis          | Natation sportive                | 1994                 |
| Wildschut, Monique                      | féminin            | Pays-Bas            | Natation sportive                | 2016                 |
| Wilkie, David                           | masculin           | Royaume-Uni         | Natation sportive                | 1982                 |
| Williamse, Herman                       | masculin           | Pays-Bas            | Natation sportive                | 2008                 |
| Windle, Bob                             | masculin           | Australie           | Natation sportive                | 1990                 |
| Woodbridge, Margaret                    | féminin            | États-Unis          | Pionnier                         | 1989                 |
| Woodhead, Cynthia                       | féminin            | États-Unis          | Natation sportive                | 1994                 |
| Wu, Chuanyu                             | masculin           | Chine               | Pionnier                         | 2017                 |
| Wylie, Mina                             | féminin            | Australie           | Natation sportive                | 1975                 |
| Yamanaka, Tsuyoshi                      | masculin           | Japon               | Natation sportive                | 1983                 |
| Yldefonso, Teófilo                      | masculin           | Philippines         | Pionnier                         | 2010                 |
| Young, George                           | masculin           | Canada              | Pionnier                         | 2014                 |
| Yorzyk, William                         | masculin           | États-Unis          | Natation sportive                | 1971                 |
| Yudovin, David                          | masculin           | États-Unis          | Pionnier                         | 2014                 |
| Yusa, Masanori                          | masculin           | Japon               | Pionnier                         | 1992                 |
| Zacharias, Georg                        | masculin           | Allemagne           | Pionnier                         | 2002                 |
| Zorrilla, Alberto                       | masculin           | Argentine           | Natation sportive                | 1976                 |

## Plongeurs
| Nom                        | Sexe     | Pays                                                          | Catégorie                                   | Année d'introduction |
| -------------------------- | -------- | ------------------------------------------------------------- | ------------------------------------------- | -------------------- |
| Adlerz, Erik               | masculin | Suède                                                         | Pionnier                                    | 1986                 |
| Anderson, Miller           | masculin | États-Unis                                                    | Plongeon                                    | 1967                 |
| Becker-Pinkston, Elizabeth | féminin  | États-Unis                                                    | Plongeon                                    | 1967                 |
| Bernier, Sylvie            | féminin  | Canada                                                        | Plongeon                                    | 1996                 |
| Billingsley, Hobie         | masculin | États-Unis                                                    | Plongeon / Entraîneur                       | 1983                 |
| Boggs, Phil                | masculin | États-Unis                                                    | Plongeon                                    | 1985                 |
| Browning, David            | masculin | États-Unis                                                    | Plongeon                                    | 1975                 |
| Bush, Lesley               | féminin  | États-Unis                                                    | Plongeon                                    | 1986                 |
| Cagnotto, Giorgio          | masculin | Italie                                                        | Plongeon                                    | 1992                 |
| Capilla, Joaquín           | masculin | Mexique                                                       | Plongeon                                    | 1976                 |
| Chandler, Jennifer         | féminin  | États-Unis                                                    | Plongeon                                    | 1987                 |
| Clark, Earl                | masculin | États-Unis                                                    | Plongeon                                    | 1972                 |
| Clausen-Fryland, Stefani   | féminin  | Danemark                                                      | Pionnier                                    | 1988                 |
| Clotworthy, Robert         | masculin | États-Unis                                                    | Plongeon                                    | 1980                 |
| Coleman, Georgia           | féminin  | États-Unis                                                    | Plongeon                                    | 1966                 |
| Crlenkovich, Helen         | féminin  | États-Unis                                                    | Plongeon                                    | 1981                 |
| Degener, Dick              | masculin | États-Unis                                                    | Plongeon                                    | 1971                 |
| Dempsey, Frank             | masculin | États-Unis                                                    | Plongeon                                    | 1996                 |
| Desjardins, Pete           | masculin | États-Unis                                                    | Plongeon                                    | 1966                 |
| Dibiasi, Klaus             | masculin | Italie                                                        | Plongeon                                    | 1981                 |
| Draves, Victoria           | féminin  | États-Unis                                                    | Plongeon                                    | 1969                 |
| Duchkova, Milena           | féminin  | Tchécoslovaquie                                               | Plongeon                                    | 1983                 |
| Elsener, Patty             | féminin  | États-Unis                                                    | Plongeon                                    | 2002                 |
| Eve, Dick                  | masculin | Australie                                                     | Pionnier                                    | 1991                 |
| Fauntz, Jane               | féminin  | États-Unis                                                    | Plongeon / Pionnier de la natation sportive | 1991                 |
| Fu Mingxia                 | féminin  | Chine                                                         | Plongeon                                    | 2005                 |
| Fulton, Patty Robinson     | féminin  | États-Unis                                                    | Maître                                      | 2001                 |
| Gao, Min                   | féminin  | Chine                                                         | Plongeon                                    | 1998                 |
| Gestring, Marjorie         | féminin  | États-Unis                                                    | Plongeon                                    | 1976                 |
| Giron, Carlos              | masculin | Mexique                                                       | Plongeon                                    | 2001                 |
| Gorman, Frank              | masculin | États-Unis                                                    | Pionnier                                    | 2016                 |
| Gossick, Sue               | féminin  | États-Unis                                                    | Plongeon                                    | 1988                 |
| Griswold, Larry            | masculin | États-Unis                                                    | Pionnier                                    | 2010                 |
| Günther, Paul              | masculin | Allemagne                                                     | Pionnier                                    | 1988                 |
| Guo, Jingjing              | féminin  | Chine                                                         | Pionnier                                    | 2016                 |
| Harlan, Bruce              | masculin | États-Unis                                                    | Plongeon                                    | 1973                 |
| Harper, Don                | masculin | États-Unis                                                    | Plongeon                                    | 1998                 |
| Hoffmann, Falk             | masculin | Allemagne de l'Est                                            | Plongeon                                    | 1999                 |
| Hu, Jia                    | masculin | Chine                                                         | Plongeon                                    | 2013                 |
| Irwin, Juno Stover         | féminin  | États-Unis                                                    | Plongeon                                    | 1980                 |
| Johansson, Greta           | féminin  | Suède                                                         | Plongeon                                    | 1973                 |
| Johansson, Hjalmar         | masculin | Suède                                                         | Pionnier / Contributeur                     | 1982                 |
| Kalinina, Irina            | féminin  | Union soviétique                                              | Plongeon                                    | 1990                 |
| Kimball, Dick              | masculin | États-Unis                                                    | Plongeon / Entraîneur                       | 1985                 |
| King, Micki                | masculin | États-Unis                                                    | Plongeon                                    | 1978                 |
| Knape, Ulrika              | féminin  | Suède                                                         | Plongeon                                    | 1982                 |
| Krämer, Ingrid             | féminin  | Allemagne de l'Est                                            | Plongeon                                    | 1975                 |
| Kruger, Stubby             | masculin | États-Unis                                                    | Plongeon / Pionnier de la natation sportive | 1986                 |
| Kuehn, Louis               | masculin | États-Unis                                                    | Pionnier                                    | 1988                 |
| Kurtz, Frank               | masculin | États-Unis                                                    | Pionnier                                    | 2012                 |
| Lao, Lishi                 | féminin  | Chine                                                         | Plongeon                                    | 2015                 |
| Lashko, Irina              | féminin  | Union soviétique Russie Équipe unifiée de l’ex-URSS Australie | Plongeon                                    | 2018                 |
| Lee, Sammy                 | masculin | États-Unis                                                    | Plongeon                                    | 1968                 |
| Lenzi, Mark                | masculin | États-Unis                                                    | Plongeon                                    | 2003                 |
| Liang, Boxi                | masculin | Chine                                                         | Plongeon                                    | 2015                 |
| Louganis, Greg             | masculin | États-Unis                                                    | Plongeon                                    | 1993                 |
| McCormick, Kelly           | féminin  | États-Unis                                                    | Plongeon                                    | 1999                 |
| McCormick, Patricia        | féminin  | États-Unis                                                    | Plongeon                                    | 1965                 |
| Meany, Helen               | féminin  | États-Unis                                                    | Plongeon                                    | 1971                 |
| Mitchell, Michele          | féminin  | États-Unis                                                    | Plongeon                                    | 1995                 |
| Myers-Pope, Paula Jean     | féminin  | États-Unis                                                    | Plongeon                                    | 1979                 |
| Neyer, Megan               | féminin  | États-Unis                                                    | Plongeon                                    | 1997                 |
| Ni, Xiong                  | masculin | Chine                                                         | Plongeon                                    | 2006                 |
| O'Brien, Ron               | masculin | États-Unis                                                    | Plongeon / Entraîneur                       | 1988                 |
| Olsen-Jensen, Zoe Ann      | féminin  | États-Unis                                                    | Plongeon                                    | 1989                 |
| Parrington, Frank          | masculin | Royaume-Uni                                                   | Pionnier                                    | 1986                 |
| Patnik, Al                 | masculin | États-Unis                                                    | Plongeon                                    | 1969                 |
| Peng, Bo                   | masculin | Chine                                                         | Plongeon                                    | 2014                 |
| Potter, Cynthia            | féminin  | États-Unis                                                    | Plongeon                                    | 1987                 |
| Poynton, Dorothy           | féminin  | États-Unis                                                    | Plongeon                                    | 1968                 |
| Rawls, Katherine           | féminin  | États-Unis                                                    | Plongeon / Natation sportive                | 1965                 |
| Riggin Soule, Aileen       | féminin  | États-Unis                                                    | Plongeon / Natation sportive                | 1967                 |
| Riley, Mickey              | masculin | États-Unis                                                    | Plongeon                                    | 1977                 |
| Ross, Anne                 | féminin  | États-Unis                                                    | Plongeon                                    | 1984                 |
| Sautin, Dmitri             | masculin | Russie                                                        | Plongeon                                    | 2016                 |
| Sheldon, George            | masculin | États-Unis                                                    | Pionnier                                    | 1989                 |
| Simaika, Farid             | masculin | Égypte                                                        | Plongeon                                    | 1982                 |
| Sitzberger, Ken            | masculin | États-Unis                                                    | Plongeon                                    | 1994                 |
| Smith, Caroline            | masculin | États-Unis                                                    | Pionnier                                    | 1988                 |
| Smith, Harold              | masculin | États-Unis                                                    | Plongeon                                    | 1979                 |
| Sun, Shuwei                | masculin | Chine                                                         | Plongeon                                    | 2007                 |
| Swendsen, Clyde            | masculin | États-Unis                                                    | Pionnier / Entraîneur / Water-polo          | 1991                 |
| Tan, Liangde               | masculin | Chine                                                         | Plongeon                                    | 2000                 |
| Tian, Liang                | masculin | Chine                                                         | Plongeon                                    | 2012                 |
| Ting, Li                   | féminin  | Chine                                                         | Plongeon                                    | 2019                 |
| Tobian, Gary               | masculin | États-Unis                                                    | Plongeon                                    | 1978                 |
| Vaitsekhovskaia, Elena     | féminin  | Union soviétique                                              | Plongeon                                    | 1992                 |
| Vasin, Vladimir            | masculin | Union soviétique                                              | Plongeon                                    | 1991                 |
| Wainwright, Helen          | féminin  | États-Unis                                                    | Plongeon / Natation sportive                | 1972                 |
| Walz, Gottlob              | masculin | Allemagne                                                     | Pionnier                                    | 1988                 |
| Wayne, Marshall            | masculin | États-Unis                                                    | Plongeon                                    | 1981                 |
| Webster, Robert            | masculin | États-Unis                                                    | Plongeon                                    | 1970                 |
| White, Al                  | masculin | États-Unis                                                    | Plongeon                                    | 1965                 |
| Wilkinson, Laura           | féminin  | États-Unis                                                    | Plongeon                                    | 2017                 |
| Wrightson, Bernard         | masculin | États-Unis                                                    | Plongeon                                    | 1984                 |
| Wyland, Wendy              | féminin  | États-Unis                                                    | Plongeon                                    | 2001                 |
| Xu, Yanmei                 | féminin  | Chine                                                         | Plongeon                                    | 2000                 |
| Zhang, Xiuwei              | féminin  | Chine                                                         | Plongeon, pionnier                          | 2017                 |
| Zhou, Jihong               | féminin  | Chine                                                         | Plongeon                                    | 1994                 |
| Zürner, Albert             | masculin | Allemagne                                                     | Pionnier                                    | 1988                 |

## Joueurs de water-polo
| Nom                   | Sexe     | Pays                         | Catégorie                                                  | Année d'introduction |
| --------------------- | -------- | ---------------------------- | ---------------------------------------------------------- | -------------------- |
| Barkalov, Oleksiy     | masculin | Union soviétique             | Water-polo                                                 | 1993                 |
| Bebic, Milivoj        | masculin | Yougoslavie Croatie          | Water-polo                                                 | 2013                 |
| Benedek, Tibor        | masculin | Hongrie                      | Water-polo                                                 | 2016                 |
| Biros, Péter          | masculin | Hongrie                      | Water-polo                                                 | 2016                 |
| Bodnár, András        | masculin | Hongrie                      | Water-polo                                                 | 2017                 |
| Bukic, Perica         | masculin | Yougoslavie Croatie          | Water-polo                                                 | 2008                 |
| Blitz, Gérard         | masculin | Belgique                     | Water-polo / Pionnier de la natation sportive              | 1990                 |
| Campagna, Alessandro  | masculin | Italie                       | Water-polo                                                 | 2019                 |
| Codaro, Osvaldo       | masculin | Argentine                    | Pionnier                                                   | 2017                 |
| D'Altrui, Giuseppe    | masculin | Italie                       | Water-polo                                                 | 2010                 |
| D'Altrui, Marco       | masculin | Italie                       | Water-polo                                                 | 2010                 |
| De Magistris, Gianni  | masculin | Italie                       | Water-polo                                                 | 1995                 |
| Derbyshire, John      | masculin | Royaume-Uni                  | Water-polo / Pionnier de la natation sportive / Entraîneur | 2005                 |
| Dolgushin, Aleksandr  | masculin | Union soviétique             | Water-polo                                                 | 2010                 |
| Estiarte, Manuel      | masculin | Espagne                      | Water-polo                                                 | 2007                 |
| Faragó, Tamás         | masculin | Hongrie                      | Water-polo                                                 | 1993                 |
| Gunst, Fritz          | masculin | Allemagne                    | Pionnier                                                   | 1990                 |
| Gusterson, Bridgette  | féminin  | Australie                    | Water-polo                                                 | 2017                 |
| Gyarmati, Dezső       | masculin | Hongrie                      | Water-polo                                                 | 1976                 |
| Halassy, Olivér       | masculin | Hongrie                      | Water-polo                                                 | 1978                 |
| Hatfield, Jack        | masculin | Royaume-Uni                  | Water-polo / Natation sportive                             | 1984                 |
| Homonnai, Márton      | masculin | Hongrie                      | Water-polo                                                 | 1971                 |
| Hongrie 2000-2008     | masculin | Hongrie                      | Équipe de water-polo                                       | 2016                 |
| Janković, Zoran       | masculin | Yougoslavie                  | Water-polo                                                 | 2004                 |
| Ježić, Zdravko        | masculin | Yougoslavie                  | Water-polo                                                 | 2010                 |
| Kabanov, Aleksandr    | masculin | Union soviétique             | Water-polo                                                 | 2001                 |
| Kárpáti, György       | masculin | Hongrie                      | Water-polo                                                 | 1982                 |
| Kásás, Tamás          | masculin | Hongrie                      | Water-polo                                                 | 2016                 |
| Kemény, Dénes         | masculin | Hongrie                      | Entraîneur / Water-polo                                    | 2011                 |
| Kiss, Gergely         | masculin | Hongrie                      | Water-polo                                                 | 2016                 |
| Komjádi, Béla         | masculin | Hongrie                      | Water-polo                                                 | 1995                 |
| Kovačić, Zdravko-Ćiro | masculin | Yougoslavie                  | Water-polo                                                 | 1984                 |
| Kuipers, Karin        | féminin  | Pays-Bas                     | Water-polo                                                 | 2014                 |
| Lemhényi, Dezső       | masculin | Hongrie                      | Water-polo / Entraîneur / Contributeur                     | 1998                 |
| Lonzi, Gianni         | masculin | Italie                       | Water-polo / Entraîneur / Contributeur                     | 2009                 |
| Majoni, Mario         | masculin | Italie                       | Water-polo                                                 | 1972                 |
| Markovits, Kálmán     | masculin | Hongrie                      | Water-polo                                                 | 1994                 |
| Mayer, Mihály         | masculin | Hongrie                      | Water-polo                                                 | 1987                 |
| Milanović, Igor       | masculin | Yougoslavie                  | Water-polo                                                 | 2006                 |
| Molnár, Tamás         | masculin | Hongrie                      | Water-polo                                                 | 2016                 |
| Németh, János         | masculin | Hongrie                      | Water-polo                                                 | 1969                 |
| Nitzkowski, Monte     | masculin | États-Unis                   | Water-polo / Entraîneur                                    | 1991                 |
| O'Connor, Wallace     | masculin | États-Unis                   | Water-polo                                                 | 1966                 |
| O'Toole, Maureen      | féminin  | États-Unis                   | Water-polo                                                 | 2010                 |
| Padou, Henri          | masculin | France                       | Water-polo                                                 | 1970                 |
| Pizzo, Eraldo         | masculin | Italie                       | Water-polo                                                 | 1990                 |
| Plentinex, Joseph     | masculin | Belgique                     | Pionnier                                                   | 1988                 |
| Rademacher, Erich     | masculin | Allemagne                    | Water-polo / Natation sportive                             | 1972                 |
| Radmilovic, Paul      | masculin | Royaume-Uni                  | Water-polo                                                 | 1967                 |
| Rollán, Jesús         | masculin | Espagne                      | Water-polo                                                 | 2012                 |
| Rubini, Cesare        | masculin | Italie                       | Water-polo                                                 | 2000                 |
| Ruddy Sr., Joe        | masculin | États-Unis                   | Pionnier                                                   | 1986                 |
| Sandić, Mirko         | masculin | Yougoslavie                  | Water-polo                                                 | 1999                 |
| Schroeder, Terry      | masculin | États-Unis                   | Water-polo                                                 | 2002                 |
| Sharonov, Yevgeny     | masculin | Union soviétique             | Water-polo                                                 | 2003                 |
| Shaw, Tim             | masculin | États-Unis                   | Water-polo / Natation sportive                             | 1989                 |
| Silipo, Carlo         | masculin | Italie                       | Water-polo                                                 | 2014                 |
| Smith, Charles        | masculin | Royaume-Uni                  | Water-polo                                                 | 1981                 |
| Smith, Jimmy          | masculin | États-Unis                   | Pionnier                                                   | 1992                 |
| Šoštar, Aleksandar    | masculin | Serbie                       | Water-polo                                                 | 2011                 |
| Swendsen, Clyde       | masculin | États-Unis                   | Water-polo / Entraîneur / Pionnier du plongeon             | 1991                 |
| Zoltán Szécsi         | masculin | Hongrie                      | Water-polo                                                 | 2016                 |
| Szívós Jr., István    | masculin | Hongrie                      | Water-polo                                                 | 1996                 |
| Szívós Sr., István    | masculin | Hongrie                      | Water-polo                                                 | 1997                 |
| Trumbić, Ivo          | masculin | Croatie Yougoslavie Pays-Bas | Water-polo / Entraîneur                                    | 2015                 |
| Villa, Brenda         | féminin  | Australie                    | Water-polo                                                 | 2018                 |
| Watson, Debbie        | féminin  | Australie                    | Water-polo                                                 | 2008                 |
| Wilkinson, George     | masculin | Royaume-Uni                  | Water-polo                                                 | 1980                 |
| Wilson, Craig         | masculin | États-Unis                   | Water-polo                                                 | 2005                 |
| Zolyomy, Andres       | masculin | Hongrie Espagne Italie       | Water-polo                                                 | 2010                 |

## Nageuses synchronisées
| Nom                               | Sexe    | Pays                               | Catégorie                                                    | Année d'introduction |
| --------------------------------- | ------- | ---------------------------------- | ------------------------------------------------------------ | -------------------- |
| Andersen, Teresa                  | féminin | États-Unis                         | Natation synchronisée                                        | 1986                 |
| Azarova, Elena                    | féminin | Canada                             | Natation synchronisée (honneur)                              | 2016                 |
| Babb-Sprague, Kristen             | féminin | États-Unis                         | Natation synchronisée                                        | 1999                 |
| Bean, Dawn Pawson                 | féminin | États-Unis                         | Natation synchronisée / Contributrice                        | 1996                 |
| Brusnikina, Olga                  | féminin | Russie                             | Natation synchronisée                                        | 2009                 |
| Calkins, Michelle                 | féminin | Canada                             | Natation synchronisée                                        | 2001                 |
| Cameron, Michelle                 | féminin | Canada                             | Natation synchronisée                                        | 2000                 |
| Costie, Candy                     | féminin | États-Unis                         | Natation synchronisée                                        | 1995                 |
| Davydova, Anastasia               | féminin | Russie                             | Natation synchronisée                                        | 2017                 |
| Dyroen-Lancer, Becky              | féminin | États-Unis                         | Natation synchronisée                                        | 2004                 |
| Ermakova, Anastasia               | féminin | Russie                             | Natation synchronisée                                        | 2015                 |
| Fréchette, Sylvie                 | féminin | Canada                             | Natation synchronisée                                        | 2003                 |
| Gundling, Beulah                  | féminin | États-Unis                         | Artiste aquatique                                            | 1965                 |
| Hogan, Peg                        | féminin | États-Unis                         | Maître                                                       | 2002                 |
| Johnson, Gail                     | féminin | États-Unis                         | Natation synchronisée                                        | 1983                 |
| Josephson, Karen Josephson, Sarah | féminin | États-Unis                         | Natation synchronisée                                        | 1997                 |
| Kisseleva, Maria                  | féminin | Russie                             | Natation synchronisée                                        | 2010                 |
| Kotani, Mikako                    | féminin | Japon                              | Natation synchronisée                                        | 2007                 |
| MacKellar, Lillian                | féminin | États-Unis Canada Nouvelle-Zélande | Natation synchronisée / Contributrice / Entraîneur pionnière | 1993                 |
| McGowan, Judy                     | féminin | États-Unis                         | Natation synchronisée / Contributrice                        | 2009                 |
| McGrath, Margo                    | féminin | États-Unis                         | Natation synchronisée                                        | 1989                 |
| Morris, Pamela                    | féminin | États-Unis                         | Natation synchronisée                                        | 1965                 |
| O'Rourke, Heidi                   | féminin | États-Unis                         | Natation synchronisée                                        | 1980                 |
| Redmond, Carol                    | féminin | États-Unis                         | Natation synchronisée                                        | 1989                 |
| Ruiz, Tracie                      | féminin | États-Unis                         | Natation synchronisée                                        | 1993                 |
| Sedakova, Olga                    | féminin | Russie                             | Natation synchronisée                                        | 2019                 |
| Savery, Jill                      | féminin | États-Unis                         | Natation synchronisée                                        | 2008                 |
| Schneyder, Nathalie               | féminin | États-Unis                         | Natation synchronisée                                        | 2013                 |
| Seller, Peg                       | féminin | Canada                             | Pionnière / Entraîneur                                       | 1988                 |
| Sudduth, Jill                     | féminin | États-Unis                         | Natation synchronisée                                        | 2012                 |
| Tachibana, Miya                   | féminin | Japon                              | Natation synchronisée                                        | 2011                 |
| Takeda, Miho                      | féminin | Japon                              | Natation synchronisée                                        | 2018                 |
| Taylor, June                      | féminin | Canada                             | Pionnière                                                    | 1991                 |
| Vanderberg, Helen                 | féminin | Canada                             | Natation synchronisée (honneur)                              | 1985                 |
| Vilagos, Penny                    | féminin | Canada                             | Natation synchronisée                                        | 2014                 |
| Vilagos, Vicky                    | féminin | Canada                             | Natation synchronisée                                        | 2014                 |
| Waldo, Carolyn                    | féminin | Canada                             | Natation synchronisée                                        | 1994                 |
| Welshons, Kim                     | féminin | États-Unis                         | Natation synchronisée                                        | 1988                 |

## Entraîneurs
| Nom                  | Sexe     | Pays                                  | Catégorie                                                    | Année d'introduction |
| -------------------- | -------- | ------------------------------------- | ------------------------------------------------------------ | -------------------- |
| Armbruster, Dave     | masculin | États-Unis                            | Entraîneur                                                   | 1966                 |
| Bachrach, Bill       | masculin | États-Unis                            | Entraîneur                                                   | 1966                 |
| Bergen, Paul         | masculin | États-Unis Canada                     | Entraîneur                                                   | 1998                 |
| Billingsley, Hobie   | masculin | États-Unis                            | Entraîneur Plongeon                                          | 1983                 |
| Brandsten, Ernst     | masculin | États-Unis Suède                      | Entraîneur                                                   | 1966                 |
| Braun, Ma            | masculin | Pays-Bas                              | Entraîneur                                                   | 1967                 |
| Brauninger, Stan     | masculin | États-Unis                            | Entraîneur                                                   | 1972                 |
| Bussard, Ray         | masculin | États-Unis                            | Entraîneur                                                   | 1999                 |
| Cady, Fred           | masculin | États-Unis                            | Entraîneur                                                   | 1969                 |
| Carlile, Forbes      | masculin | Australie                             | Entraîneur                                                   | 1976                 |
| Castagnetti, Alberto | masculin | Italie                                | Entraîneur                                                   | 2013                 |
| Center, George       | masculin | États-Unis                            | Entraîneur (pionnier)                                        | 1991                 |
| Chavoor, Sherman     | masculin | États-Unis                            | Entraîneur                                                   | 1977                 |
| Cody, Jack           | masculin | États-Unis                            | Entraîneur                                                   | 1970                 |
| Counsilman, James    | masculin | États-Unis                            | Entraîneur                                                   | 1976                 |
| Curtis, Katharine    | masculin | États-Unis                            | Entraîneur (natation synchronisée)                           | 1979                 |
| Daland, Peter        | masculin | États-Unis                            | Entraîneur                                                   | 1977                 |
| Darr, Flip           | masculin | États-Unis                            | Entraîneur                                                   | 2006                 |
| Davis, Charlotte     | féminin  | États-Unis                            | Entraîneur                                                   | 2014                 |
| Derbyshire, John     | masculin | Royaume-Uni                           | Entraîneur / Pionnier de la natation sportive / Water-polo   | 2005                 |
| Daughters, Ray       | masculin | États-Unis                            | Entraîneur                                                   | 1971                 |
| Dibiasi, Carlo       | masculin | Italie                                | Entraîneur (pionnier)                                        | 2006                 |
| Draves, Lyle         | masculin | États-Unis                            | Entraîneur (plongeon)                                        | 1989                 |
| Emery, Gail          | masculin | États-Unis                            | Entraîneur (natation synchronisée)                           | 2000                 |
| Firby, Howard        | masculin | Canada                                | Entraîneur                                                   | 1985                 |
| Freeman, Mary        | masculin | États-Unis                            | Entraîneur / Contributrice                                   | 1988                 |
| Gallagher, Harry     | masculin | Australie                             | Entraîneur                                                   | 1984                 |
| Gambril, Don         | masculin | États-Unis                            | Entraîneur                                                   | 1983                 |
| Gate, George         | masculin | Canada                                | Entraîneur                                                   | 1989                 |
| Gaughran, James      | masculin | États-Unis                            | Entraîneur                                                   | 2015                 |
| Gorlitz, Horst       | masculin | Allemagne                             | Entraîneur                                                   | 2016                 |
| Guthrie, Frank       | masculin | Australie                             | Entraîneur                                                   | 1991                 |
| Haines, George       | masculin | États-Unis                            | Entraîneur                                                   | 1977                 |
| Handley, Louis       | masculin | États-Unis                            | Entraîneur                                                   | 1967                 |
| Hannula, Dick        | masculin | États-Unis                            | Entraîneur                                                   | 1987                 |
| Herford, Sam         | masculin | Australie                             | Entraîneur                                                   | 1992                 |
| Hunyadfi, Stefen     | masculin | Hongrie Italie États-Unis             | Entraîneur                                                   | 1969                 |
| Jochums, Dick        | masculin | États-Unis                            | Entraîneur                                                   | 2017                 |
| Kane, Marion         | masculin | États-Unis                            | Entraîneur (natation synchronisée)                           | 1981                 |
| Kaneko, Masako       | féminin  | Japon                                 | Entraîneur                                                   | 2015                 |
| Katoh, Kouji         | masculin | Japon                                 | Entraîneur                                                   | 2001                 |
| Kemény, Dénes        | masculin | Hongrie                               | Entraîneur / Water-polo                                      | 2011                 |
| Kenney, Skip         | masculin | États-Unis                            | Entraîneur                                                   | 2004                 |
| Kimball, Dick        | masculin | États-Unis                            | Entraîneur / Plongeon                                        | 2004                 |
| Kiphuth, Robert      | masculin | États-Unis                            | Entraîneur                                                   | 1965                 |
| Kiss, László         | masculin | Hongrie                               | Entraîneur                                                   | 2012                 |
| Lawrence, Laurie     | masculin | Australie                             | Entraîneur                                                   | 1996                 |
| Lemhényi, Dezső      | masculin | Hongrie                               | Entraîneur / Water-polo / Contributeur                       | 1998                 |
| Lonzi, Gianni        | masculin | Italie                                | Entraîneur / Water-polo / Contributeur                       | 2009                 |
| McCormick, Glenn     | masculin | États-Unis                            | Entraîneur                                                   | 1995                 |
| MacKellar, Lillian   | masculin | États-Unis Canada Nouvelle-Zélande    | Entraîneur (pionnier) / Contributeur / Natation synchronisée | 1993                 |
| Mann II, Matt        | masculin | États-Unis Royaume-Uni                | Entraîneur                                                   | 1965                 |
| Matsuzawa, Ikkaku    | masculin | Japon                                 | Entraîneur                                                   | 2009                 |
| Minville, Alban      | masculin | France                                | Entraîneur                                                   | 1980                 |
| Moriarty, Phil       | masculin | États-Unis                            | Entraîneur                                                   | 1980                 |
| Mowerson, Bob        | masculin | États-Unis                            | Entraîneur                                                   | 1986                 |
| Muir, Bob            | masculin | États-Unis                            | Entraîneur (pionnier)                                        | 1989                 |
| Muir, Debbie         | masculin | Canada                                | Entraîneur (natation synchronisée)                           | 2007                 |
| Murakami, Katsuyoshi | masculin | Japon                                 | Entraîneur                                                   | 1997                 |
| Nagy, József         | masculin | Hongrie États-Unis Canada Espagne     | Entraîneur                                                   | 2014                 |
| Nelson, Jack         | masculin | États-Unis                            | Entraîneur                                                   | 1994                 |
| Neuschaefer, Al      | masculin | États-Unis                            | Entraîneur                                                   | 1967                 |
| Nitzowski, Monte     | masculin | États-Unis                            | Entraîneur / Water-polo                                      | 1991                 |
| O'Brien, Ron         | masculin | États-Unis                            | Entraîneur / Plongeon                                        | 1988                 |
| Papenguth, Richard   | masculin | États-Unis                            | Entraîneur                                                   | 1986                 |
| Peppe, Mike          | masculin | États-Unis                            | Entraîneur                                                   | 1966                 |
| Pinkston, Clarence   | masculin | États-Unis                            | Entraîneur                                                   | 1966                 |
| Popov, Boris         | masculin | Russie                                | Entraîneur                                                   | 2019                 |
| Quick, Richard       | masculin | États-Unis                            | Entraîneur                                                   | 2000                 |
| Reese, Eddie         | masculin | États-Unis                            | Entraîneur                                                   | 2002                 |
| Reese, Randy         | masculin | États-Unis                            | Entraîneur                                                   | 2005                 |
| Robertson, David     | masculin | États-Unis                            | Entraîneur / Contributeur                                    | 1989                 |
| Robinson, Tom        | masculin | États-Unis                            | Entraîneur                                                   | 1975                 |
| Rudić, Ratko         | masculin | Yougoslavie Italie États-Unis Croatie | Entraîneur (water-polo)                                      | 2007                 |
| Sakamoto, Soichi     | masculin | États-Unis                            | Entraîneur                                                   | 1966                 |
| Sarosi, Imre         | masculin | Hongrie                               | Entraîneur                                                   | 1981                 |
| Sava, Charlie        | masculin | États-Unis                            | Entraîneur                                                   | 1970                 |
| Schlueter, Walt      | masculin | États-Unis                            | Entraîneur                                                   | 1978                 |
| Schubert, Mark       | masculin | États-Unis                            | Entraîneur                                                   | 1997                 |
| Seller, Peg          | masculin | Canada                                | Entraîneur Natation synchronisée (pionnière)                 | 1988                 |
| Smith, Dick          | masculin | États-Unis                            | Entraîneur (plongeon)                                        | 1979                 |
| Snelling, Deryk      | masculin | Canada Royaume-Uni                    | Entraîneur                                                   | 1993                 |
| Stager, Gus          | masculin | États-Unis                            | Entraîneur                                                   | 1982                 |
| Stender, Jan         | masculin | Pays-Bas                              | Entraîneur                                                   | 1973                 |
| Stephens, Murray     | masculin | États-Unis                            | Entraîneur                                                   | 2010                 |
| Sundstrom, Gus       | masculin | États-Unis                            | Entraîneur (pionnier) Contributeur                           | 1995                 |
| Sweetenham, Bill     | masculin | Australie                             | Entraîneur                                                   | 2018                 |
| Swendsen, Clyde      | masculin | États-Unis                            | Entraîneur Plongeon (pionnier) Water-polo                    | 1991                 |
| Széchy, Tamás        | masculin | Hongrie                               | Entraîneur                                                   | 2010                 |
| Talbot, Don          | masculin | Australie                             | Entraîneur                                                   | 1979                 |
| Thornton, Nort       | masculin | États-Unis                            | Entraîneur                                                   | 1995                 |
| Tinkham, Stan        | masculin | États-Unis                            | Entraîneur                                                   | 1989                 |
| Trumbic, Ivo         | masculin | Croatie Yougoslavie Pays-Bas          | Water-polo / Entraîneur                                      | 2015                 |
| Urbanchek, Jon       | masculin | États-Unis                            | Entraîneur                                                   | 2008                 |
| Vilen, Kay           | masculin | États-Unis                            | Entraîneur (natation synchronisée)                           | 1978                 |
| Watson, Don          | masculin | États-Unis                            | Entraîneur                                                   | 2015                 |
| Xu, Yiming           | masculin | Chine                                 | Entraîneur                                                   | 2003                 |

## Contributeurs
| Nom                                                            | Sexe     | Pays                               | Catégorie                                                      | Année d'introduction |
| -------------------------------------------------------------- | -------- | ---------------------------------- | -------------------------------------------------------------- | -------------------- |
| Arthur, Ransom                                                 | masculin | États-Unis                         | Contributeur                                                   | 1990                 |
| Bauer, Carl                                                    | masculin | États-Unis                         | Contributeur                                                   | 1967                 |
| Bean, Dawn Pawson                                              | féminin  | États-Unis                         | Contributrice (natation synchronisée)                          | 1996                 |
| Blake, Thomas                                                  | masculin | États-Unis                         | Pionnier                                                       | 1992                 |
| Boyton, Paul                                                   | masculin | États-Unis                         | Pionnier                                                       | 1993                 |
| Burke, Andy                                                    | masculin | États-Unis                         | Contributeur                                                   | 2018                 |
| Calcaterra, Re                                                 | féminin  | États-Unis                         | Pionnière                                                      | 2011                 |
| Cameron, James Malcolm                                         | masculin | Royaume-Uni                        | Contributeur                                                   | 2003                 |
| Famille Cavill Fred, Ernest, Charles, Percy, Arthur, Syd, Dick | masculin | Australie                          | Contributeurs                                                  | 1970                 |
| Colwin, Cecil                                                  | masculin | Canada Afrique du Sud              | Contributeur                                                   | 1993                 |
| Consolo, Bartolo                                               | masculin | Italie                             | Contributeur                                                   | 2015                 |
| Corsan Sr., George                                             | masculin | Canada                             | Contributeur                                                   | 1971                 |
| Cotton, Frank                                                  | masculin | Australie                          | Pionnier                                                       | 1989                 |
| Cousteau, Jacques-Yves                                         | masculin | France                             | Contributeur                                                   | 1967                 |
| Cummins, Bert                                                  | masculin | Royaume-Uni                        | Contributeur                                                   | 1974                 |
| Cureton Jr., Thomas K.                                         | masculin | États-Unis                         | Contributeur                                                   | 1980                 |
| Cushman, Joy                                                   | féminin  | États-Unis                         | Pionnier                                                       | 2018                 |
| Dawson, William                                                | masculin | États-Unis                         | Contributeur                                                   | 1986                 |
| de Wit, Thea                                                   | féminin  | Pays-Bas                           | Contributrice                                                  | 2005                 |
| Donath, Leo                                                    | masculin | Hongrie                            | Pionnier                                                       | 1988                 |
| Drigny, Émile-Georges                                          | masculin | France                             | Contributeur                                                   | 1984                 |
| Epstein, Charlotte                                             | féminin  | États-Unis                         | Contributrice                                                  | 1974                 |
| Fern, Harold                                                   | masculin | Royaume-Uni                        | Contributeur                                                   | 1974                 |
| Forsberg, Gerald                                               | masculin | Royaume-Uni                        | Pionnier dans la contribution à la nage en eau libre           | 1998                 |
| Franklin, Benjamin                                             | masculin | États-Unis                         | Contributeur                                                   | 1968                 |
| Freeman, Mary                                                  | féminin  | États-Unis                         | Contributrice / Entraîneur                                     | 1988                 |
| Fullard-Leo, Ellen                                             | féminin  | États-Unis                         | Contributeur                                                   | 1974                 |
| Godfrey, Eldon                                                 | masculin | Canada                             | Contributeur                                                   | 2012                 |
| Gompf, Tom                                                     | masculin | États-Unis                         | Contributeur                                                   | 2002                 |
| Handy, Jamison                                                 | masculin | États-Unis                         | Contributeur                                                   | 1965                 |
| Hearn, George                                                  | masculin | Royaume-Uni                        | Pionnier                                                       | 1986                 |
| Heatly, Peter                                                  | masculin | Royaume-Uni                        | Contributeur                                                   | 2016                 |
| Helmick, Bob                                                   | masculin | États-Unis                         | Contributeur                                                   | 2007                 |
| Henning, Harold                                                | masculin | États-Unis                         | Contributeur                                                   | 1979                 |
| Henry, William                                                 | masculin | Royaume-Uni                        | Contributeur                                                   | 1974                 |
| Hoad, Thomas                                                   | masculin | Australie                          | Contributeur                                                   | 2011                 |
| Hoffman, Robert                                                | masculin | États-Unis                         | Pionnier                                                       | 2001                 |
| Hopping, Bruce                                                 | masculin | États-Unis                         | Pionnier                                                       | 2014                 |
| Hunt Newman, Virginia                                          | féminin  | États-Unis                         | Pionnier                                                       | 1993                 |
| Johansson, Hjalmar                                             | masculin | Suède                              | Contributeur / Plongeon (pionnier)                             | 1982                 |
| Kaufman, Beth                                                  | masculin | États-Unis                         | Contributeur                                                   | 1967                 |
| Kellerman, Annette                                             | féminin  | Australie                          | Contributeur                                                   | 1974                 |
| Kennedy, Edward T.                                             | masculin | États-Unis                         | Contributeur                                                   | 1966                 |
| Kluetmeier, Heinz                                              | masculin | États-Unis                         | Natation sportive                                              | 2017                 |
| Krauser, June F.                                               | féminin  | États-Unis                         | Contributeur                                                   | 1994                 |
| Larfaoui, Mustapha                                             | masculin | Algérie                            | Contributeur                                                   | 1998                 |
| Lemhényi, Dezső                                                | masculin | Hongrie                            | Contributeur / Water-polo / Entraîneur                         | 1998                 |
| Lippman Jr., Bill                                              | masculin | États-Unis                         | Contributeur                                                   | 1995                 |
| Lord Landon, Alice                                             | féminin  | États-Unis                         | Contributeur / Natation sportive (pionnière)                   | 1993                 |
| Longfellow, Wilbert E.                                         | masculin | États-Unis                         | Contributeur                                                   | 1965                 |
| Luehring, Frederick                                            | masculin | États-Unis                         | Contributeur                                                   | 1974                 |
| MacKellar, Lillian                                             | féminin  | États-Unis Canada Nouvelle-Zélande | Contributrice / Entraîneur (pionnière) / Natation synchronisée | 1993                 |
| Maglione, Julio                                                | masculin | Uruguay                            | Contributeur                                                   | 2012                 |
| Marculescu, Cornel                                             | masculin | Roumanie                           | Contributeur                                                   | 2010                 |
| Martin, G. Harold                                              | masculin | États-Unis                         | Pionnier                                                       | 1999                 |
| McCaffree, Charles                                             | masculin | États-Unis                         | Contributeur                                                   | 1976                 |
| McGowan, Judy                                                  | féminin  | États-Unis                         | Contributrice / Natation synchronisée                          | 2009                 |
| Montgomery, Peter                                              | masculin | Australie                          | Contributeur                                                   | 2013                 |
| Olsen, Norma                                                   | féminin  | États-Unis                         | Pionnière dans la contribution à la natation synchronisée      | 1998                 |
| Ostos, Javier                                                  | masculin | Mexique                            | Contributeur                                                   | 1981                 |
| Petranech, Dale                                                | masculin | États-Unis                         | Contributeur                                                   | 2014                 |
| Phillips, William Berge                                        | masculin | Australie                          | Contributeur                                                   | 1997                 |
| Picornell, Bernardo                                            | masculin | Espagne                            | Contributeur (pionnier)                                        | 1993                 |
| Rajki, Bela                                                    | féminin  | Hongrie                            | Contributeur                                                   | 1996                 |
| Ritter, R. Max                                                 | masculin | États-Unis Allemagne               | Contributeur                                                   | 1965                 |
| Robertson, David H.                                            | masculin | États-Unis                         | Contributeur / Entraîneur                                      | 1989                 |
| Rose, Billy                                                    | masculin | États-Unis                         | Contributeur                                                   | 1995                 |
| Rude, Ray                                                      | masculin | États-Unis                         | Contributeur                                                   | 1992                 |
| Salamon, Ferenc                                                | masculin | Hongrie                            | Contributeur                                                   | 2019                 |
| Salinas Abril, Sebastian                                       | masculin | Pérou                              | Contributeur                                                   | 1999                 |
| Sarsfeild, Norman                                              | masculin | Royaume-Uni                        | Pionnier                                                       | 2014                 |
| Schoenfield, Al                                                | masculin | États-Unis                         | Contributeur                                                   | 1985                 |
| Silvia, Charles                                                | masculin | États-Unis                         | Contributeur                                                   | 1976                 |
| Smith, R. Jackson                                              | masculin | États-Unis                         | Contributeur                                                   | 1983                 |
| Steedman, Charles                                              | masculin | Royaume-Uni Australie              | Contributeur                                                   | 2000                 |
| Sundstrom, Gus                                                 | masculin | États-Unis                         | Contributeur / Entraîneur (pionnier)                           | 1995                 |
| Thevenot, Monfieur                                             | masculin | France                             | Pionnier                                                       | 1990                 |
| Thierry, Nick                                                  | masculin | Canada                             | Contributeur                                                   | 2001                 |
| Treadway, Kenneth                                              | masculin | États-Unis                         | Contributeur                                                   | 1983                 |
| Trudgen, John                                                  | masculin | Royaume-Uni                        | Contributeur                                                   | 1974                 |
| Wahle, Otto                                                    | masculin | Autriche États-Unis                | Contributeur / Pionnier (natation sportive)                    | 1996                 |
| Wales, Ross                                                    | masculin | États-Unis                         | Contributeur                                                   | 2004                 |
| Wallis, C. W.                                                  | masculin | Australie                          | Pionnier                                                       | 1986                 |
| Wickham, Alick                                                 | masculin | Îles Salomon                       | Contributeur                                                   | 1974                 |
| Williams, Esther                                               | féminin  | États-Unis                         | Contributrice                                                  | 1966                 |
| Wilson, William                                                | masculin | Royaume-Uni                        | Pionnier                                                       | 2003                 |